# J.E. Heartbreak
J.E. Heartbreak – drugi studyjny album amerykańskiej grupy Jagged Edge, wydany 18 stycznia 2000 roku. Album pierwotnie miał zostać wydany jesienią 1999 roku.

## Sprzedaż
Album zadebiutował na 8. miejscu listy sprzedaży Billboard 200 i na szczycie notowania Top R&B/Hip-Hop Albums.
Ten album jest najlepszym sprzedającym się albumem grupy, co potwierdza fakt 2 milionów kopii w Stanach Zjednoczonych. Został zatwierdzony jako 2x platyna przez RIAA.

## Lista utworów
|     | Tytuł                   | Czas |
| --- | ----------------------- | ---- |
| 1.  | „Heartbreak”            | 1:08 |
| 2.  | „Did She Say”           | 3:23 |
| 3.  | „He Can't Love U”       | 4:04 |
| 4.  | „What You Tryin' to Do” | 4:18 |
| 5.  | „Girl Is Mine”          | 4:21 |
| 6.  | „Healing”               | 3:42 |
| 7.  | „Let's Get Married”     | 4:23 |
| 8.  | „True Man”              | 4:58 |
| 9.  | „Can I Get with You”    | 4:02 |
| 10. | „Promise”               | 4:08 |
| 11. | „Keys to the Range”     | 3:48 |
| 12. | „Lace You”              | 4:00 |